# Casa Figuera (Gurp)
La Casa Figuera és una obra de Tremp (Pallars Jussà) protegida com a Bé Cultural d'Interès Local.

## Descripció
Edifici construït a quatre vents i cobert a doble vessant. El seu alçat consta de planta baixa i dos pisos, si bé s'identifica un nivell d'entresòl que no es desenvolupa en tota la finca. Les façanes estan construïdes amb pedra del país, parcialment arrebossada de ciment. L'accés principal, situat en la façana nord, el conforma una porta d'arc de mig punt, probablement adovellat, però avui arrebossat. La distribució de les obertures és aleatòria, especialment en el frontis septentrional, mentre que el meridional consta de dos registres de balcons en els pisos superiors. El disseny d'aquestes obertures és heterogeni, si bé la seva distribució és equidistant. Destaca un balcó ampitat amb balustre de fusta situat al pis superior, amb l'obertura conformada per un arc de mig punt amb la imposta en relleu. La configuració de la façana lateral o oriental, respon a la d'una antiga mitgera.